# Mycosphaerella solidaginis
Mycosphaerella solidaginis är en svampart som beskrevs av Jacz. 1917. Mycosphaerella solidaginis ingår i släktet Mycosphaerella och familjen Mycosphaerellaceae.   Inga underarter finns listade i Catalogue of Life.